# Mouvements indépendantistes dans l'empire colonial français
Pour des articles plus généraux, voir Mouvements indépendantistes en France et Empire colonial français.
 (décembre 2023).
 (décembre 2023).
Si vous disposez d'ouvrages ou d'articles de référence ou si vous connaissez des sites web de qualité traitant du thème abordé ici, merci de compléter l'article en donnant les références utiles à sa vérifiabilité et en les liant à la section « Notes et références ».
Les mouvements indépendantistes dans l'empire colonial français constituent des mouvances politiques dite nationalistes ou indépendantistes visant à obtenir la indépendance ou la séparation de colonies françaises ou de territoires plus restreints. Ils se distinguent des mouvances régionalistes par leur revendication indépendantiste qui va au-delà de la reconnaissance et de la mise en valeur des particularismes locaux. Ils s'opposent aux mouvances colonialistes et nationalistes françaises, ainsi qu'à certains mouvements autonomistes, partisans d'une forte autonomie territoriale, voire d'un fédéralisme étatique.

## Union française (1946)
L’Union française est créée par la Constitution du 27 octobre 1946 (fondatrice de la Quatrième République) dans son Titre VIII qui modifie le statut des colonies. L’Empire colonial français devient l’Union française, et les colonies des départements et territoires d’outre-mer.
Ce cadre juridique abolit le Code de l’indigénat — caractérisé par le travail forcé et la justice indigène spéciale — et donne un statut aux colonies françaises proche de celui du Commonwealth.
Le préambule de la Constitution de 1946, repris dans celui de la constitution du 4 octobre 1958, énonce :
«La France forme, avec les peuples d'Outre-Mer, une union fondée sur l'égalité des droits et des devoirs, sans distinction de race ni de religion. »
« L'Union française est composée de nations et de peuples qui mettent en commun, ou coordonnent leurs ressources et leurs efforts pour développer leurs civilisations respectives, accroître leur bien-être et assurer leur sécurité. »
« Fidèle à sa mission traditionnelle, la France entend conduire les peuples dont elle a pris la charge à la liberté de s'administrer eux-mêmes et de gérer démocratiquement leurs propres affaires ; écartant tout système de colonisation fondé sur l'arbitraire, elle garantit à tous l'égal accès aux fonctions publiques et l'exercice individuel ou collectif des droits et libertés proclamés ou confirmés ci-dessus. » 
La constitution met donc en avant un principe égalitaire en droit.
La Cinquième République lui fera succéder en 1958 la Communauté française, conformément aux conclusions de la conférence de Brazzaville en 1944.

## Communauté française (1958)
La Communauté française (aussi appelé simplement Communauté) se substitue à l'Union française lors de la proclamation de la Constitution de la Ve République française et est instituée dans son titre XIII (de l'article 77 à 87 dans le texte original1). Elle fournit une nouvelle structure rassemblant la France et ses anciennes possessions coloniales et protectorats.

## Colonies françaises

Évolution de l'empire colonial français de 1550 à 2007.

### Afrique
- Madagascar : indépendantisme malgache (Insurrection malgache de 1947)
- Algérie : indépendantisme algérien (Front de libération nationale, Mouvement national algérien, Parti communiste algérien, Guerre d'Algérie)
- Côte d’Ivoire : indépendantisme ivoirien
- Guinée française : indépendantisme guinéen (Front de libération nationale de Guinée)
- Cameroun français : indépendantisme camerounais (Union des populations du Cameroun, Guerre du Cameroun)

### Asie
- Indochine française: indépendantisme vietnamien (Parti communiste vietnamien)

### Levant
- Liban: indépendantisme libanais
- Syrie: indépendantisme syrien

## France d'outre-mer
- Guyane : indépendantisme guyanais (Mouvement de décolonisation et d'émancipation sociale)
- La Réunion : indépendantisme réunionnais (Front populaire de libération nationale)
- Martinique: indépendantisme martiniquais (Mouvement indépendantiste martiniquais)
- Guadeloupe  : indépendantisme guadeloupéen (Union populaire pour la libération de la Guadeloupe)
- Mayotte : indépendantisme mahorais (front démocratique)
- Nouvelle-Calédonie : indépendantisme caldédonien (Front de libération nationale kanak et socialiste)
- Polynésie française : indépendantisme polynésien (Tahoeraa huiraatira)